# Марко Ђукановић
Марко Ђукановић (Чево, 1860 — Никшић, 1930) био је политичар и инжењер из Црне Горе. По образовању грађевински инжењер, Ђукановић је био министар војни од 19. јула 1911 — 10. августа 1911, предсједник Државног савјета и предсједник Народне Скупштине Црне Горе у вријеме краља Николе.

## Биографија
Ђукановићи су се показали добрим војницима на Вучјем долу као косовски осветници, како је тада писала црногорска штампа о тој бици, па их је кнез Никола по заслугама са Чева преселио у Никшић, да чувају нову проширену црногорску границу.  Он је дјед-стриц Мила Ђукановића.
Завршио је гимназију и технику у Паризу као државни питомац, фаворизован као унук владике Рада т.ј. мати му је била синовица владичина. По повратку у Црну Гору радио је у државној служби као инжењер. Када је при министарству унутрашњих дјела установљено одјељење за грађевине, постављен је за шефа тога одјељења у рангу начелника министарства и на том положају остао је дуго година. У то доба добио је за грађење државних путева и мостова глас вриједна човјека и добра инжењера. У уставно доба Црне Горе дошао је за државног савјетника а мало касније постао је предсједник Државног Савјета. За предсједника Народне Скупштине је изабран 1908. године вјешто прикривајући нелојалност према опозицији. 1910. је постао министар унутрашњих послова. Пребацивало му се да је у вријеме његовог министровања отпочела корупција у Црној Гори која је и њега захватила. Оптужбе опозиције у Скупштини су биле да је као инжењер изградио себи и тазбини по једну кућу као и једном свом колеги.
Као инжењер је пројектовао многе значајне објекте тог доба у Црној Гори. Водио је градњу неколико здања краљевске фамилије на Цетињу, манастира у Никшићу, ударио темеље ондашње Подгорице, а командовао је и парадом у част устоличења Краља Николе. Браћа су му била Блажо и Мило Ђукановић, по којем је Мило Ђукановић добио име.
Приликом проглашења Црне Горе за краљевину, у својству предсједника Скупштине, одржао је говор на отварању сједнице Народне Скупштине Црне Горе, у којем је између осталога рекао:
Зна се да је прва српска држава Светога краља Владимира никла на простору данашње Црне Горе, зна се да је Зета била колијевка Немањића и остала мила њихова Дједовина са повластицама, којима се истицала између осталих страна пространога Царства Душанова, зна се, пошто је српско пропануло царство, да се Зетски господар Иван Црнојевић није покорио злој судбини осталога српскога народа, него се склонио у ове зетске планине, и тако основао Црну Гору, која је вјековима водила јуначку борбу, да сачува ову пошљедњу стопу српске земље, и зна се, да је на њој сачувала до наших дана пошљедњу искру српске слободе и независности.
Прије избијања Божићне побуне је (поред осталих особа) ухапшен јер је сматран једним од организатора Божићне побуне на простору Никшића и околине. Након ослобођења од аустријске окупације Црне Горе (1916–1918) године је пензионисан а живот је наставио у Никшићу. По увјерењу је био федералиста.